# Ваља Попиј (Прахова)
Ваља Попиј (рум. Valea Popii) насеље је у Румунији у округу Прахова у општини Ваља Калугареаска. Oпштина се налази на надморској висини од 157 m.

## Становништво
Према подацима из 2002. године у насељу је живело 880 становника.

### Попис2002.
| Расподела становништва по националности 2002.‍ | Расподела становништва по националности 2002.‍ | Расподела становништва по националности 2002.‍ | Расподела становништва по националности 2002.‍ | Расподела становништва по националности 2002.‍ |
| --------------------------------------------- | --------------------------------------------- | --------------------------------------------- | --------------------------------------------- | --------------------------------------------- |
|                                               |                                               |                                               |                                               |                                               |
| Румуни                                        | Румуни                                        |                                               | 862                                           | 98,2%                                         |
| Роми                                          | Роми                                          |                                               | 16                                            | 1,8%                                          |